# Jeníkov (district de Chrudim)
Pour les articles homonymes, voir Jeníkov.
Jeníkov (en allemand : Jenikau) est une commune du district de Chrudim, dans la région de Pardubice, en République tchèque. Sa population s'élevait à 452 habitants en 2022.

## Géographie
Jeníkov se trouve à 5 km au sud-est du centre de Hlinsko, à 26 km au sud-sud-est de Chrudim, à 35 km au sud-sud-est de Pardubice et à 116 km à l'est-sud-est de Prague.
La commune est limitée par Hlinsko au nord-ouest, Vojtěchov et Kladno au nord, par Dědová au nord-est, par Kameničky à l'est, par Vortová au sud, et par Hamry à l'ouest.

## Histoire
La première mention écrite de la localité date de 1392.

## Galerie

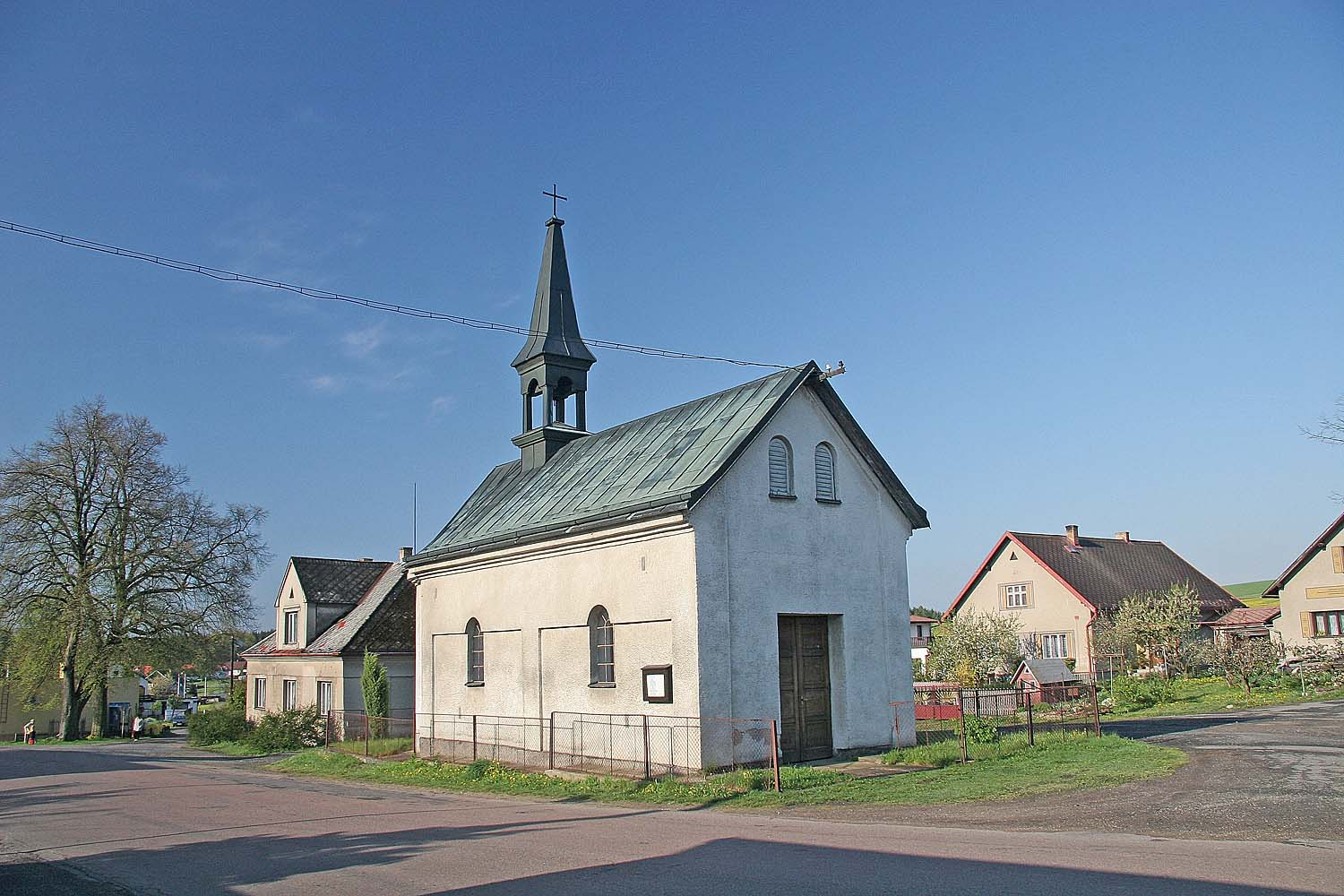
Chapelle Saint-Venceslas.
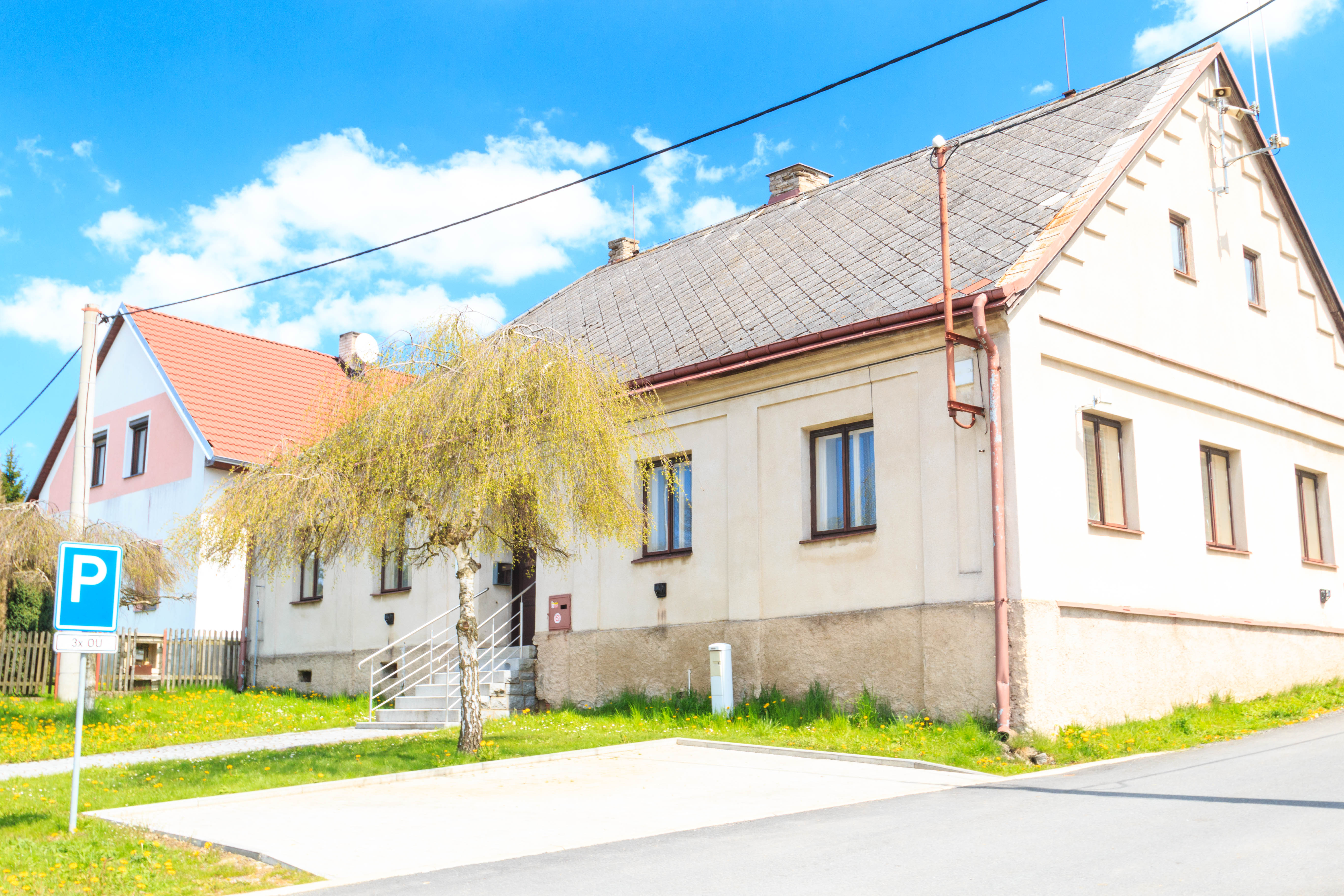
Jeníkov : la mairie.

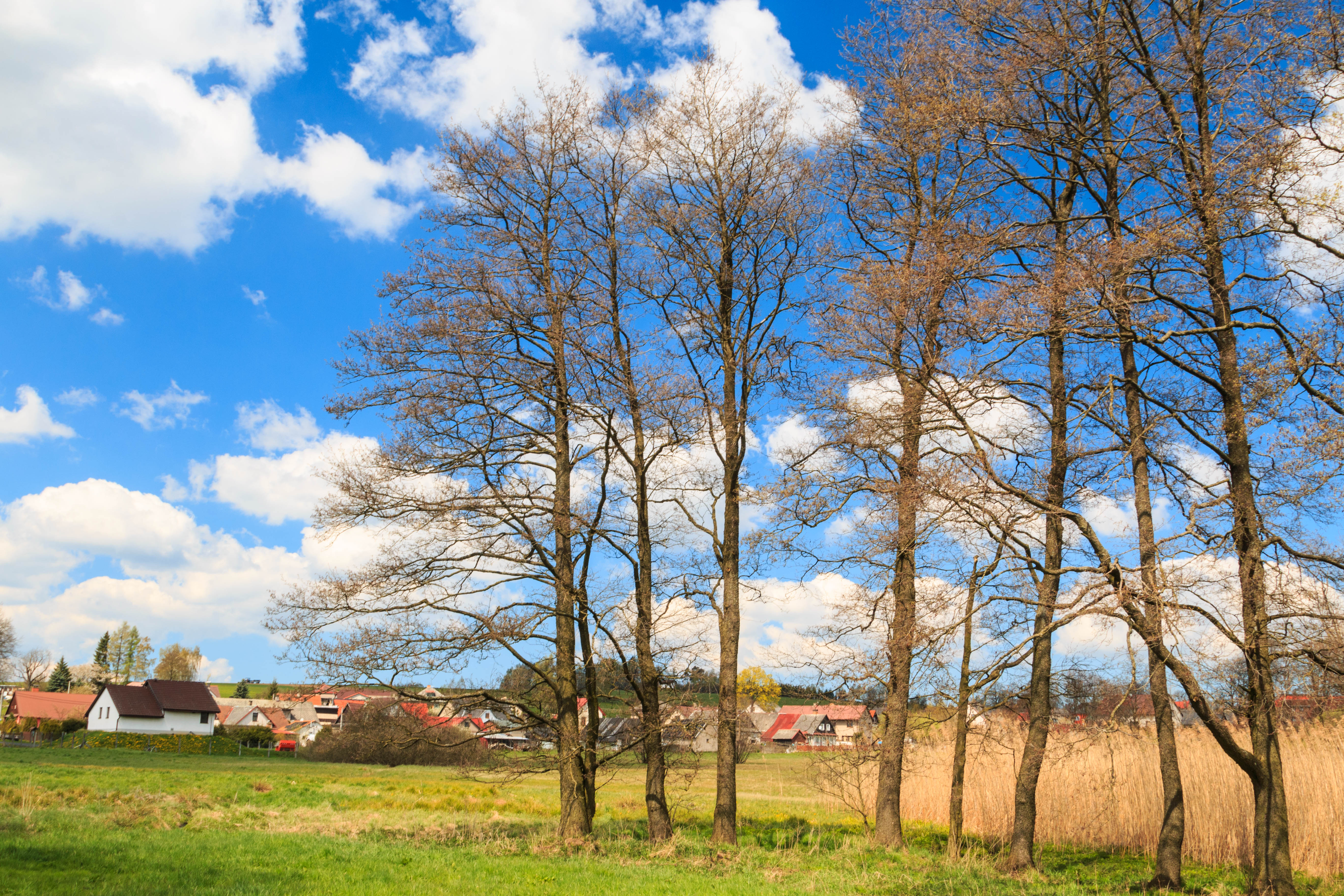
Réserve naturelle de Jeníkov.

## Transports
Par la route, Jeníkov se trouve à 5 km de Hlinsko, à 35 km de Chrudim, à 44 km de Pardubice et à 147 km de Prague. 